# Civry-la-Forêt
Civry-la-Forêt là một xã thuộc tỉnh Yvelines, trong vùng Île-de-France, Pháp, cự ly 18 km về phía tây nam của Mantes-la-Jolie.
Người dân địa phương trong tiếng Pháp gọi là Civryiens.
Các xã giáp ranh: Mulcent về phía đông bắc, Orvilliers về phía đông, Gressey về phía nam, Richebourg về phía đông nam, Boissets về phía tây, Tilly về phía tây bắc và Montchauvet về phía bắc.